# Kasper Thorsell
Kasper Thorsell, född 4 december 1854 i Edsvära, död 21 november 1931 i Alingsås, var en svensk orgelbyggare i Göteborg.

## Biografi
Thorsell var son till smeden Anders Torsell och Johanna Engquist. År 1875 flyttade Thorsell till Göteborg.
Thorsell var verksam från 1883 som orgelbyggare i Göteborg.

## Orglar
| År   | Ursprunglig kyrka    | Stift     | Bild | Manualer | Pedal        | Stämmor | Bevarad orgel/fasad | Övrigt |
| ---- | -------------------- | --------- | ---- | -------- | ------------ | ------- | ------------------- | --- |
| 1907 | Eldsberga kyrka      | Göteborgs |      |          |              | 9       | Nej/Nej             | En ny orgel byggdes 1953 av Frederiksborgs Orgelbyggeri, Hilleröd, Danmark.                                                                          |
| 1909 | Grimmareds kyrka     | Göteborgs |      |          |              | 7       | Nej/Nej             | En ny orgel byggdes 1955 av Liareds Orgelbyggeri, Liared.                                                                                            |
| 1910 | Hackvads kyrka       | Strängnäs |      | 2        | Självständig | 13      | Ja/Ja               | |
| 1911 | Värsås kyrka         | Skara     |      |          |              | 13      | Nej/Ja              | Fasaden är från en orgel byggd 1861 av Johan Niklas Söderling, Göteborg. En ny orgel byggdes 1957 av Frederiksborgs Orgelbyggeri, Hilleröd, Danmark. |
| 1912 | Sexdrega kyrka       | Göteborgs |      |          |              | 13      | Nej/Nej             | En ny orgel byggdes 1949 av Tostareds Kyrkorgelfabrik, Tostared.                                                                                     |
| 1914 | Everöds kyrka        | Lunds     |      |          |              | 14      | Nej/Nej             | En ny orgel byggdes 1973 av Frederiksborgs Orgelbyggeri, Hilleröd, Danmark.                                                                          |
| 1914 | Fiskebäckskils kyrka | Göteborgs |      |          |              | 14      | Nej/Nej             | En ny orgel byggdes 1967 av Tostareds Kyrkorgelfabrik, Tostared.                                                                                     |

### Thorsell & Erikson
Thorsell drev orgelfirman Thorsell & Eriksson tillsammans med Erik Henrik Eriksson (1856–1936).
| År   | Ursprunglig kyrka            | Stift     | Bild | Manualer | Pedal        | Stämmor | Bevarad orgel/fasad | Övrigt |
| ---- | ---------------------------- | --------- | ---- | -------- | ------------ | ------- | ------------------- | --- |
| 1899 | Missionskyrkan, Kristinehamn |           |      | 2        | Självständig | 13      | Nej/Nej             | 1964 flyttades orgeln från gamla missionskyrkan till den nya. Orgeln fanns kvar till åtminstone 1988.                                                                 |
| 1899 | Vinbergs kyrka               | Göteborgs |      | 2        | Självständig | 16      | Ja/Ja               | |
| 1899 | Kalvs kyrka                  | Göteborgs |      | 2        | Självständig | 15      | Ja/Ja               | Orgeln omändrades 1925 av M J & H Lindegrens Orgelbyggeri, Göteborg.                                                                                                  |
| 1900 | Bitterna kyrka               | Skara     |      |          |              | 6       | Nej/Nej             | En ny orgel byggdes 1967 av Frede Aagaard. |
| 1900 | Hemsjö kyrka                 | Skara     |      |          |              | 10      | Nej/Nej             | En ny orgel byggdes 1950 av A Magnussons Orgelbyggeri AB, Göteborg.                                                                                                   |
| 1900 | Nedre Ulleruds kyrka         | Karlstads |      | 2        | Självständig | 16      | Ja (delvis)/Ja      | Orgeln byggdes om 1949 av Marcussen & Sön, Aabenraa, Danmark och fick då 24 stämmor. En ny orgel byggdes 1989 av Tostareds Kyrkorgelfabrik, Tostared.                 |
| 1900 | Grinneröds kyrka             | Göteborgs |      |          |              | 7       | Nej/Ja              | En ny orgel byggdes 1965 av Olof Hammarberg, Göteborg. |
| 1901 | Säby kyrka                   | Västerås  |      |          |              | 10      | Ja/Ja               | |
| 1901 | Hajoms kyrka                 | Göteborgs |      |          |              | 10      | Nej/Ja              | En ny orgel byggdes 1968 av Tostareds Kyrkorgelfabrik, Tostared. |
| 1901 | Sätila kyrka                 | Göteborgs |      |          |              | 13      | Nej/Ja              | Fasaden som användes till orgeln var från 1760 års orgel, byggd av Jonas Wistenius, Linköping. En ny orgel byggdes 1970 av Tostareds Kyrkorgelfabrik, Tostared.       |
| 1902 | Tråvads kyrka                | Skara     |      | 1        | Bihängd      | 8       | Ja/Ja               | |
| 1902 | Silleruds kyrka              | Karlstads |      |          |              | 10      | Nej/Ja              | En ny orgel byggdes 1958 av A Magnussons Orgelbyggeri AB, Göteborg.                                                                                                   |
| 1902 | Västra Karups kyrka          | Lunds     |      |          |              | 15      | Nej/Nej             | En ny orgel byggdes 1963 av Paul Ott, Göttingen, Tyskland. |
| 1902 | Lilla Slågarps kyrka         | Lunds     |      | 2        | Självständig | 15      | Ja/Ja               | Orgeln omändrades 1967 av J Künkels Orgelverkstad, Lund. |
| 1902 | Stora Hammars kyrka          | Lunds     |      |          |              | 12      | Nej/Nej             | En ny orgel byggdes 1968 av Frederiksborgs Orgelbyggeri, Hilleröd, Danmark.                                                                                           |
| 1902 | Östra Frölunda kyrka         | Göteborgs |      | 2        | Självständig |         | Ja/Ja               | 1937 utökades och omdisponerades orgeln av M J & H Lindegrens Orgelbyggeri, Göteborg. 1985 renoverades orgeln av Lindegrens Orgelbyggeri AB, Göteborg.                |
| 1903 | Vara kyrka                   | Skara     |      |          |              | 12      | Nej/Ja              | En ny orgel byggdes 1962 av Nordfors & Co, Lidköping. |
| 1903 | Husby-Sjuhundra kyrka        | Uppsala   |      | 2        | Självständig | 13      | Ja/Ja               | Fasaden är från 1855 års orgeln som var byggd av Carl Gustaf Cederlund, Stockholm. Orgeln ombyggdes och tillbyggdes 1952 av Bo Wedrup, Uppsala.                       |
| 1903 | Alfshögs kyrka               | Göteborgs |      | 2        | Självständig | 12      | Ja/Ja               | Orgeln omdisponerades 1961 av Tostareds Kyrkorgelfabrik, Tostared. |
| 1904 | Hille kyrka                  | Uppsala   |      | 2        | Självständig | 17      | Ja/Ja               | Fasaden är från 1863 års orgel ritad av Gustaf Dahl. 1955 omdisponerades och tillbyggdes orgeln av Åkerman & Lunds Nya Orgelfabriks AB, Knvista.                      |
| 1904 | Gunnarskogs kyrka            | Karlstads |      |          |              |         | Nej/Nej             | En ny orgel byggdes 1940 av Olof Hammarberg, Göteborg. |
| 1904 | Mjöbäcks kyrka               | Göteborgs |      |          |              | 5       | Nej/Ja              | Fasaden som användes till orgeln var från 1875 års orgel. Byggd av Hans Josefsson, Hajom. En ny orgel byggdes 1964 av Tostareds Kyrkorgelfabrik, Tostared.            |
| 1905 | Nödinge kyrka                | Göteborgs |      |          |              | 5       | Nej/Nej             | En ny orgel byggdes 1940 av Olof Hammarberg, Göteborg. |
| 1905 | Ljungs kyrka                 | Göteborgs |      |          |              | 14      | Nej/Ja              | En ny orgel byggdes 1963 av Olof Hammarberg, Göteborg. |
| 1906 | Horreds kyrka                | Göteborgs |      |          |              |         | Nej/Ja              | Fasaden som användes till orgeln var från 1857 års orgel, byggd av Johan Ferdinand Ahlstrand, Istorp. En ny orgel byggdes 1936 av A Mårtenssons Orgelfabrik AB, Lund. |
| 1906 | S:t Johanneskyrkan, Göteborg | Göteborgs |      |          |              | 19      | Nej/Nej             | En ny orgel byggdes 1965 av Olof Hammarberg, Göteborg. |

#### Övriga orgelprojekt
| År   | Ursprunglig kyrka | Stift | Bild | Manualer | Pedal | Stämmor | Bevarad orgel/fasad | Övrigt |
| ---- | ----------------- | ----- | ---- | -------- | ----- | ------- | ------------------- | --- |
| 1906 | Allerums kyrka    | Lunds |      |          |       | 14      | Nej/Ja              | Orgeln flyttades hit av Thorsell & Erikson 1906 från S:t Johanneskyrkan, Göteborg. Den var byggd 1873 av Johan Niklas Söderling, Göteborg. En ny orgel byggdes 1962 av A Mårtenssons Orgelfabrik AB, Lund. |